# Мезенець Олександр
Мезенець (Стремоухов) Олександр (1620-ті, Новгород-Сіверський — після 1677, м. см. невід.) — музикант, теоретик музики.

## Біографія
Олександр Мезенець народився у Новгороді-Сіверському (тепер — Чернігівської області), приблизно у 1620-х роках. Навчався у Києво-Могилянській академії близько 1640-х роках. 
У 50-х роках XVII століття переїхав до Москви, ймовірно, разом з відомим композитором І. Календою, котрого цитував у книзі «Граматка пенія мусикійскаго или известного правила в слоге мусикійском, в них же обретаются шесть частей им разделеній» (Смоленськ, 1677) Микола Дилецький. 
З 1657 року Мезенець — справщик (редактор) Московського печатного двору. 
Прийняв чернечий постриг у Звенигородському Новоєрусалимському Вознесенському монастирі Московської єпархії. З 1668 року — член Собору цього монастиря. Очолив комісію, яка мала провести виправлення московських церковних музичних книг та реформу самого церковного співу і музичної нотації «крюкового знамени». 
Один з авторів теоретичної праці «Азбука знаменного пения» (1688), яка є найповнішим викладом теорії знаменного співу.